# Martin Rothland
Martin Rothland (* 1974 in Dortmund) ist ein deutscher Erziehungswissenschaftler und Hochschullehrer.

## Leben
Rothland absolvierte von 1995 bis 2001 ein Lehramtsstudium der Geschichte, Germanistik, Erziehungswissenschaft und Philosophie an der Universität Bochum. Von 2002 bis 2006 folgte ein Promotionsstudium an der Universität Münster mit dem Hauptfach Erziehungswissenschaften und dem Nebenfach Neuere und Neueste Geschichte. In den Jahren 2001 bis 2006 war Rothland als Redaktionsassistent der Zeitschrift für Pädagogik tätig. Im Jahr 2006 promovierte er mit einer Dissertation über die Disziplingeschichte der Erziehungswissenschaft an der Universität Münster. Im Jahr 2012 habilitierte Rothland sich ebenfalls in Münster für Erziehungswissenschaft mit dem Schwerpunkt Schulpädagogik/Schulforschung. Von Oktober 2013 an war Rothland Professor für Erziehungswissenschaft mit dem Schwerpunkt Schulpädagogik der Sekundarstufe II an der Universität Siegen. Seit April 2019 ist er Professor für Erziehungswissenschaft mit dem Schwerpunkt Allgemeine Didaktik und Unterrichtsforschung an der Universität Münster.
Rothland ist seit Mai 2018 Mitglied im Beirat des Centrum für Lehrerbildung und Bildungsforschung (CeLeB) der Universität Hildesheim und seit Mai 2019 im Forschungsbeirat der Pädagogischen Hochschule Zürich. Von 2012 bis 2019 war Rothland Mitherausgeber der Zeitschrift Lehrerbildung auf dem Prüfstand (geschäftsführend 2016–2018). Zudem ist er als Gutachter für verschiedene Fachzeitschriften tätig. Rothland ist Mitglied im Deutschen Hochschulverband und in der Deutschen Gesellschaft für Erziehungswissenschaft. Seine Forschungsschwerpunkte liegen in den Bereichen der empirischen Unterrichtsforschung, der empirischen Forschung zur Lehrerbildung und der Geschichte der Erziehungswissenschaft.

## Schriften (Auswahl)
- Disziplingeschichte im Kontext. Erziehungswissenschaft an der Universität Münster nach 1945 (Zugl.: Münster (Westfalen), Univ., Diss., 2005), Klinkhardt, Bad Heilbrunn 2007, ISBN 978-3-7815-1580-2.
- mit Colin Cramer, Johannes König, Sigrid Blömeke (Hrsg.): Handbuch Lehrerinnen- und Lehrerbildung, Klinkhardt, Bad Heilbrunn 2020, ISBN 978-3-8252-5473-5.